# Emma Johnston
Emma Johnston (Australia, 1973) es una ecóloga marina y ecotoxicóloga australiana. Es profesora en la Universidad de Nueva Gales del Sur, donde encabeza el grupo de estudios Subtidal Ecology & Ecotoxicology. Johnston es directora inaugural del Programa de Búsqueda de Puerto de Sídney en el Instituto de Ciencia Marina de Sídney. Es también un miembro de estudios del Consejo de Búsqueda australiano.
Su foco de investigaciones son los impactos de las actividades humanas y los efectos de la polución en la vida marina. Trabaja mayormente investigando a campo, a menudo en el Puerto de Sídney. Hasta 2014, Johnston ha publicado por encima de 80 artículos revisados.

## Primeros años
Nacida en 1973, de padres científicos en aquel tiempo, Johnston estudió física y química en institutos de biología. Los consejos de orientación vocacional para Johnston eran estudiar leyes o medicina. Aun así, siendo una marinera entusiasta a edad muy joven se interesó en la vida acuática,  decidiendo centrarse en biología en su grado de Bachelor de Ciencia por la Universidad de Melbourne, que terminó en 1998 con honores de 1ª clase. Completó el PhD en ecología marina en 2002 por la Universidad de Melbourne bajo supervisión de Mick Keough.
Se unió a UNSW como una conferenciante asociada en 2001 y es ahora profesora en la Escuela de Biología, Tierra y Ciencias ambientales.

## Carrera

### Investigaciones
Entre sus hallazgos de búsqueda significativos fue el descubrimiento de los tóxicos contaminantes que facilitan la invasión de las costas por especies invasivas. Algunos de sus temas de investigación incluyen: determinando los conductores importantes de marinos bioinvasiones marinas, vulnerabilidad de comunidades marinas antárticas, y en desarrollo nuevas técnicas de biomonitoreo e informando el desarrollo de una administración eficaz de biodiversidad en sistemas de estuarios australianos.

### Otras actividades
Johnston es copresentadora del Foxtel/BBC serie televisiva Coast Australia. También lanza un crucero del Puerto de Sídney llamado Secretos Submarinos'@– Sydney Puerto Revelados, que se centra en la investigación científica sobre la vía acuática.

## Premios
Los estudios de Johnston han recibido premios de categoría en el 2012 NSW Ciencia y Premios de Ingeniería y en 2014 gana la Medalla para Mujeres en Ciencia de la Academia australiana inaugural de Ciencia Nancy Willis. Esta medalla estuvo presentada a Johnston en Ciencia en el Shine Domo el 28 de mayo en 2014. En 2007 ganó del Instituto australiano el premio de Amapola Alta de política y ciencia por sus estudios a los efectos de especie introducida y contaminantes en especies marinas australianas.